# Ричард Фиск
Ричард Фиск (англ. Richard Fisk), также известен как Махинатор (англ. The Schemer) и Роза (англ. The Rose) — вымышленный персонаж, появляющийся в американских комиксах издательства Marvel Comics. Наиболее известен как сын Кингпина и Ванессы Фиск. Первоначально был суперзлодеем, однако затем стал антигероем.
На протяжении многих лет с момента своего первого появления в комиксах персонаж появился в других медиа продуктах, в том числе мультсериалах и фильмах.

## История публикаций
Ричард Фиск был создан сценаристом Стэном Ли и художником Джоном Ромитой-старшим, дебютировав в комиксе The Amazing Spider-Man #83 (Апрель, 1970) в качестве Махинатора. Его первое появление в качестве Розы состоялось в The Amazing Spider-Man #253 (Июнь, 1984), после чего он не был разоблачён вплоть до #286 (Март, 1987).

## Биография вымышленного персонажа
Ричард Фиск родился в семье Уилсона и Ванессы Фиск, через год после их свадьбы. Он рос в богатой семье, полагая, что его отец был уважаемым и благородным бизнесменом. Фиск-старший время от времени издевался над Ричардом, считая его слабым и ни на что негодным, однако Ричард всё равно любил его. В какой-то момент он и его друг детства Сэмюэл Силке увидели, как Уилсон кого-то избивал. Обучаясь в престижном колледже в Швейцарии, Ричард обнаружил, что его отец на самом деле был криминальным авторитетом. Понимая, что вся его роскошная жизнь была нажита преступными деяниями, Ричард обезумел и поклялся искупить грехи своего отца. Когда его родители получили известие о том, что Ричард погиб в результате несчастного случая на лыжах, они заподозрили, что в действительности тот совершил самоубийство, когда ему открылась правда об отце. Убитый горем и разъяренный тем, что его сын мог действовать так бесхребетно, Кингпин погрузился в депрессию.

### В роли Махинатора

Махинатор на обложке комикса The Amazing Spider-Man #83 (Апрель, 1970). Художник — Джон Ромита-старший.

Вскоре после исчезновения Ричарда в Нью-Йорке объявилась новая банда, возглавляемая таинственной фигурой под прозвищем Махинатор. В отличие от большинства нью-йоркских банд, группа Махинатора стремилась исключительно к разобщению империи Кингпина. Деятельность банды привлекла внимание Человека-паука, который сорвал несколько дел людей Махинатора и начал охоту за самим мафиози. После серии столкновений Кингпин и Махинатор наконец столкнулись лицом к лицу. Именно тогда Махинатор снял свою маску, разоблачив себя как Ричарда Фиска. Он объяснил, что на самом деле лишь сымитировал свою смерть и выдавал себя за Махинатора, чтобы разрушить криминальную империю отца, заставил его расплатиться за его преступления. Это заявление повергло Фиска-старшего в депрессивный ступор. Со временем Ричард осознал, какую боль причинил своему отцу, и попытался загладить вину. Он присоединился к террористической организации Гидра и быстро поднялся по её карьерной лестнице, дослужившись до Верховной Гидры. Используя ресурсы Гидры, Ричард вернул отца в нормальное состояние и в качестве компенсации за принесённую боль передал бразды правления организацией ему. Кингпин решил использовать ресурсы Гидры, чтобы захватить власть над Лас-Вегасом, а затем и над всем миром, но в итоге привлёк внимание Капитана Америки и Сокола и был побеждён ими. Ричард был тяжело ранен в финальной битве, и Кингпин поместил своего сына в анабиоз и вылечил его, выкачав немного жизненной силы из Человека-паука.

### В роли Розы
Несколько лет спустя Ричард Фиск присоединился к организации своего отца, используя личность Розы, преступного босса, подконтрольного Кингпину. Тем не менее, всё это было уловкой, чтобы подорвать империю Кингпина изнутри. В этом плане Ричарду помогали его хороший друг Альфредо Морелли и Нед Лидс, которому промыли мозги, в результате чего он стал суперзлодеем Хобгоблином. Тем не менее, махинации Розы привела к взрывоопасной войне банд, которая разорвала Нью-Йорк на части. Во время перестрелки Ричард застрелил полицейского, совершив поступок, после которого он больше не мог считать себя морально выше отца. После смерти Лидса и окончанием войны банд, Ричард вновь присоединился к империи Кингпина, но уже под своим собственным именем. Он вновь запланировал свергнуть отца, и потому они с Альфредо решили убедить Фиска-старшего, что его сын готов пойти по отцовским стопам. Для этого Альфредо сделал пластическую операцию, чтобы выглядеть в точности как Ричард, и начал продвигаться вверх по карьерной лестнице группировки. Тем не менее, когда Кингпин был свергнут объединёнными силами Сорвиголовы и Гидры, Альфредо предал друга, выдав себя за настоящего Ричарда и самолично заняв пост Кингпина. Затем Ричард стал Кровавой Розой, линчевателем, похожим на Карателя, и начал расстреливать преступников в ходе кровавой зачистки города. Кровавая Роза выстрелил и ранил Альфредо, который впоследствии вернулся под псевдонимом Перчатка, хотя в конечном итоге он был побежден Найтвотчем и заключён в тюрьму. В конце концов, пойманный Человеком-пауком и арестованный, Ричард вступил в программу защиты свидетелей.

### Дальнейшая жизнь
Через несколько лет Ричард вновь вступил в организацию отца. Он поклялся никогда больше не пытаться свергнуть его, однако встретившись с другом детства, Сэмми Слайком, Фиск-младший вновь решил заставить Кингпина заплатить за его грехи. Вдвоём они организовали покушение на Уилсона Фиска, в результате которого тот был серьёзно ранен. Тем не менее, Ричард не рассчитывал на упорство своей матери Ванессы. Ванесса незамедлительно нанесла ответный удар, подавив восстание и продав территорию своего мужа, чтобы он мог отправиться в Европу на лечение. Ричард загнал её в угол, настаивая на том, что, избавившись от Кингпина, они смогут начать новую жизнь, но Ванесса хладнокровно застрелила своего сына, раз и навсегда устранив его как угрозу.
В тот момент, когда Уилсон Фиск стал мэром Нью-Йорка, он воскресил Ричарда при помощи Скрижали Жизни и Судьбы и Скрижали Смерти и Энтропии, после чего Фиск-младший вновь принял образ Розы.
Во время сюжетной линии Devil's Reign Роза помогал своему отцу в задержании супергероев после того, как мэр Фиск объявил их вне закона. Это привело к столкновению с Беном Рейли, другим Человеком-пауком.

## Силы и способности
Ричард Фиск не обладает сверхчеловеческими способностями, однако умеет обращаться с оружием и владеет боевыми искусствами. Также обладает высоким уровнем интеллекта и имеет множество связей в преступном сообществе. Как Роза, он носит пуленепробиваемый костюм-тройку. Фиск всегда носит с собой пистолет и время от времени использует различные мини-гранаты.

## Вне комиксов

### Телевидение

Ричард Фиск в мультсериале «Человек-паук» 1994 года

В мультсериале «Человек-паук» 1994 года Ричарда озвучил Ник Джеймсон. Данное воплощение персонажа сохраняет верность своему отцу и возглавляет подставную компанию под названием «Fisktronics». В эпизодах «Подстава» и «Человек без страха» Питер Паркер был нанят Уилсоном Фиском для работы с Ричардом в «Fisktronics». Ричард обвиняет Паркера в продаже государственных секретов, заручившись поддержкой Хамелеона. Человек-паук и Сорвиголова успешно объединяются, чтобы очистить имя Паркера, что приводит к аресту Ричарда, который произошёл отчасти из-за махинаций его отца. В эпизоде «Виновен» Ричард объединяется с Могильщиком, чтобы подставить Робби Робертсона, которого отправляют на остров Райкера, где он становится их соседом по камере. После того, как Человек-паук и Джей Джона Джеймсон доказывают невиновность Робби, Человек-паук спасает Робби и предотвращает побег Ричарда и Могильщика на вертолёте из тюрьмы. В серии «Бродяга» Ричард появляется во флэшбеке, в котором его спасает Хоби Браун, после чего Уилсон нанимает опытного адвоката для обеспечения освобождения Брауна. Ричард должен был вернуться в так и не вышедшем 6 сезоне мультсериала и стать Розой.

### Кино
Молодая версия Ричарда Фиска появляется в мультфильме «Человек-паук: Через вселенные» 2018 года. Ричард не знал о криминальной деятельности Уилсона Фиска вплоть до того момента, пока он и его мать не стали свидетелями  противостояния Кингпина с Человеком-пауком. Ричард и Ванесса в ужасе сбежали от Уилсона, однако вскоре попали в аварию, будучи сбитыми встречным грузовиком. Это побудило Уилсона создать ускоритель частиц, чтобы найти альтернативные версии членов своей семьи в других вселенных.